# Клюкин, Алексей Геннадьевич
Алексей Геннадьевич Клюкин (род. 21 марта 1990, Богданович, Свердловская область) — российский самбист, призёр чемпионатов России, обладатель Кубка России, призёр чемпионата Европы, призёр Кубка мира, мастер спорта России международного класса.

## Спортивные результаты
- Первенство России среди молодежи 2013 года — ;
- Кубок России по самбо 2011 года — ;
- Чемпионат России по самбо 2011 года — ;
- Чемпионат России по самбо 2013 года — ;
- Чемпионат России по самбо 2014 года — ;
- Кубок России по самбо 2015 года — ;
- Чемпионат России по самбо 2016 года — ;
- Чемпионат России по самбо 2017 года — ;
- Чемпионат России по самбо 2018 года — ;
- Чемпионат России по самбо 2022 года — ;
- Самбо на Всероссийской спартакиаде 2022 — ;